# جفرسون، شهرستان جفرسون، آرکانزاس
جفرسون (به انگلیسی: Jefferson) یک منطقهٔ مسکونی در ایالات متحده آمریکا است که در شهرستان جفرسون، آرکانزاس واقع شده‌است. جفرسون ۱۰۴٫۸۵ متر بالاتر از سطح دریا واقع شده‌است.